# Eva O.
Эва О (англ. Eva O, настоящее имя Эва Ортис, англ. Eva Ortiz; род. 11 января 1961, Лас-Вегас, Невада) — американская певица и музыкант, известная участием в таких проектах как Christian Death и Shadow Project. Начала свою карьеру в музыке в 1983 году. Первым проектом Эвы было трио Super Heroines. Это была её первая серьёзная группа, в которой она была главным автором текстов и композитором. Мотивы, схожие с ранним творчеством, прослеживаются на всём творческом пути Эвы.

## Биография
Эва Ортис родилась 11 января 1961 года в Лас-Вегасе, Невада, и в 1979 году переехала в Лос-Анджелес в надежде построить карьеру рок-звезды. Она вступила в группу Speed Queens и играла в ней с 1980 по 1982 годы. Speed Queens распались, так и не записав ни одного трека, Эва и басистка Сандра Росс основали Super Heroines. Группа вписалась в развивающуюся дэт-рок сцену Лос-Анджелеса. Примерно в это же время Эва познакомилась с Роззом Уильямсом, который недавно основал Christian Death. Эва приняла участие в написании и записи альбома Only Theatre of Pain, который оказал огромное влияние на всю дэт-рок сцену.
Super Heroines выпустили несколько альбомов, а после ухода Рикка Эгню из Christian Death, Розз пригласил Эву в свою группу в качестве гитаристки. Super Heroines записали свой последний альбом Love and Pain в 1983 году, который, однако, был выпущен только через 8 лет, и распались.
В середине 80-х Эва занялась решением личных проблем и много времени проводила с Ричардом Рамиресом, с которым она была в близких отношениях. За несколько убийств в Сан-Франциско Рамирес был осужден и отправлен в тюрьму. Вскоре Эва восстановила отношения с Роззом, после чего они основали Shadow Project, в 90-х они выпустили два альбома. Они описали свою музыку как «странную смесь металлического дэт-рока и панка». Именно после выхода второго альбома Dreams for the Dying, Эва и Розз стали делать большой уклон в сторону более мрачных и депрессивных тем, которые были отражением внутренней борьбы их личной жизни. Хотя Эва никогда не считала себя официальным членом Christian Death, её участие в этой группе и в Shadow Project подарили ей звание «королевы тьмы».
Christian Death воссоединились и выпустили ещё два альбома. Shadow Project отправились в последний тур после записи живого альбома In Tuned Out.
После разрыва с Роззом и завершения работы с Shadow Project, Эва начала сольную карьеру и сотрудничество с Cleopatra Records в 1993 году. В записи первого альбома использовался материал Speed Queens, Super Heroines и Christian Death, а также три новые соло-песни. В 1994 году она начала работать над своим вторым сольным альбомом, который она первоначально собиралась назвать Angels Fall for a Demon's Kiss, но после некоторых религиозных изысканий она в конце концов приняла христианство, переписала записи и переименовала альбом в Demons Fall for an Angel's Kiss. Продюсер Джонни Индовина отметил, что альбом был сдержаннее и спокойнее по сравнению с её предыдущим жёстким и диким материалом.
После многочисленных изменений и ремиксов, Эва завершила свою работу над альбомом Damnation (Ride the Madness) в 1999 году, и в 2005 году по его итогам был выпущен Damnation/Salvation на немецком дэт-метал лейбле Massacre Records. Damnation/Salvation представляет собой подробную хронику пути Эвы от оккультизма и сатанизма к христианству.
Летом 2007 года, в номере журнала Deathrock, автор Филип Хенкен писал в статье «История О» о Эве: «Когда я спрашиваю её о переходе к христианству, она говорит мне, что её перерождение позади». Эва говорила в интервью:

У меня нет проблем с христианством. Просто я не могу следовать этому пути. Даже если вы размышляете, религия прогневает... Человечество - коррумпирует всё к чему прикасается. Но я была воспитана христианкой и у меня нет проблем с этим. Но я знаю путь, и я не собираюсь отдать свою жизнь Христу. Это мой путь и я хочу сохранить его. Я хочу быть честной.— Eva O on leaving Christianity, Deathrock magazine, лето 2007.

## Дискография

### Сольная карьера
- Past Time (1993)
- Demons Fall for an Angel's Kiss
- Eva O Halo Experience (видео)
- Damnation (Ride the Madness) (1999, Massacre Records, Review: HM Magazine)
- Damnation/Salvation (2005, Massacre Records)

### Участие в Christian Death
- Iron Mask (1991, Cleopatra Records)
- Path of Sorrows (1993, Cleopatra Records)
- Rage of Angels (1994, Cleopatra Records)

### Super Heroines
- Cry for Help (1982, Bemis Brain/Enigma)
- Souls that Save (1983, Bemis Brain/Enigma)
- Love and Pain (1993, Cleopatra Records)

### Shadow Project
- Shadow Project (1990, Triple X)
- Dreams for the Dying (1993, Triple X)
- In Tuned Out (1994, Triple X, live album)
- From the Heart (1998, Triple X)